# Gà Na Uy
Gà Na Uy (Norske Jærhøns) là giống gà bản địa của gà nhà duy nhất và chỉ có ở Na Uy. Nó được đặt tên cho khu truyền thống của vùng Jæren ở hạt Rogaland. Ngày nay chúng tương đối hiếm do bị các giống gà nhập khẩu cạnh tranh và hiện đang trong diện bảo tồn giống hiếm của Na Uy.

## Lịch sử
Gà Jærhøns là giống gà chính của Na Uy cho đến khi nhập khẩu giống nước ngoài bắt đầu vào thế kỷ XIX. Các con gà Jærhøns được lai tuyển chọn (chọn giống) tại các trạm giống nhà nước kiểm soát tại Bryne trong Jæren từ khi thành lập vào năm 1916 cho đến khi nó đóng cửa vào năm 1973. Giống chứng khoán sau đó đã được chuyển giao cho các trường đại học nông nghiệp nhà nước tại Hvam, Nes. Sau công việc thực hiện trong nửa đầu của thế kỷ XX, Jærhøns là giống gà tự động xác định giới tính. Các con gà Jærhøns đã được liệt kê như là một "giống quốc gia bảo tồn xứng đáng" do Viện rừng và cảnh quan Na Uy trong kế hoạch 2008-2010 hành động của nó đối với việc bảo tồn và sử dụng bền vững các nguồn tài nguyên di truyền động vật ở Na Uy. 

## Đặc điểm
Hai giống màu được ghi nhận cho các Jærhøns, màu nâu sẫm và vàng, và màu nâu nhạt và vàng. Chúng có một mồng là duy nhất, và các mỏ và chân màu vàng tươi sáng. Một loại gà lùn Jærhøns với hai giống cùng một màu sắc đã được phê duyệt vào năm 1994. Các con gà Jærhøns đẻ khoảng 215 trứng mỗi năm, ít hơn lớp gà mục đích lai công nghiệp khoảng 20%. Những quả trứng có màu trắng, và cân nặng tối thiểu là 55g.